# Дитрих II фон Мьорс (архиепископ на Кьолн)
Дитрих фон Мьорс (на немски: Dietrich von Moers; * ок. 1385; † 14 февруари 1463) е като Дитрих II от 1414 до 1463 г. курфюрст и архиепископ на Кьолн и от 1415 г. като Дитрих III администратор на епископство Падерборн.

## Произход
Той е вторият син на граф Фридрих III фон Мьорс († 1417/1418) и съпругата му Валбурга фон Сарверден, дъщеря на граф Йохан II фон Сарверден и Клара фон Финстинген-Бракенкопф. Братята му Хайнрих († 1450) и Валрам († 1456) са един след друг епископи на Мюнстер. Кьолнският архиепископ Фридрих III фон Сарверден († 1414) е брат на майка му Валбурга.

## Управление
През 1397 г. чичо му Фридрих III фон Сарверден поставя Дитрих за пропст в манастир Касий в Бон и в катедралата в Кьолн. От 1401 г. той следва в Хайделберг и Болоня.
След смъртта на чичо му Дитрих е избран на 24 май 1414 г. за архиепископ на Кьолн. На 3 ноември 1414 г. е ръкоположен за свещеник и на 3 февруари 1415 г. за епископ. Той поставя в църковната коронизация короната на главата на крал Сигизмунд Люксембургски. През 1415 г. Дитрих става администратор на княжеското епископство Падерборн след отказа на Вилхелм фон Берг.
През 1424 г. той е в опозицията на курфюрстовете против крал Сигизмунд. През 1421 и 1431 г. Дитрих участва в неуспешните походи против хуситите. Като курфюрст той избира през 1438 г. Албрехт II и през 1440 г. Фридрих III за немски крал.
Дитрих е опекун на роднината си Бернхард VII фон Липе (1428 – 1511), господар на Липе, първият син на Симон IV фон Липе (1404 – 1429) и на херцогиня Маргарета фон Брауншвайг (1411 – 1456).
Дитрих II фон Мьорс е погребан в катедралата на Кьолн.